# Königreich Sussex

Die angelsächsischen Königreiche zu Beginn des 9. Jahrhunderts

Das Königreich Sussex oder Königreich der Südsachsen (altengl. Sūþseaxna rīce) war eines der sieben traditionellen angelsächsischen Königreiche im frühmittelalterlichen England, die die Heptarchie bildeten.

## Lage

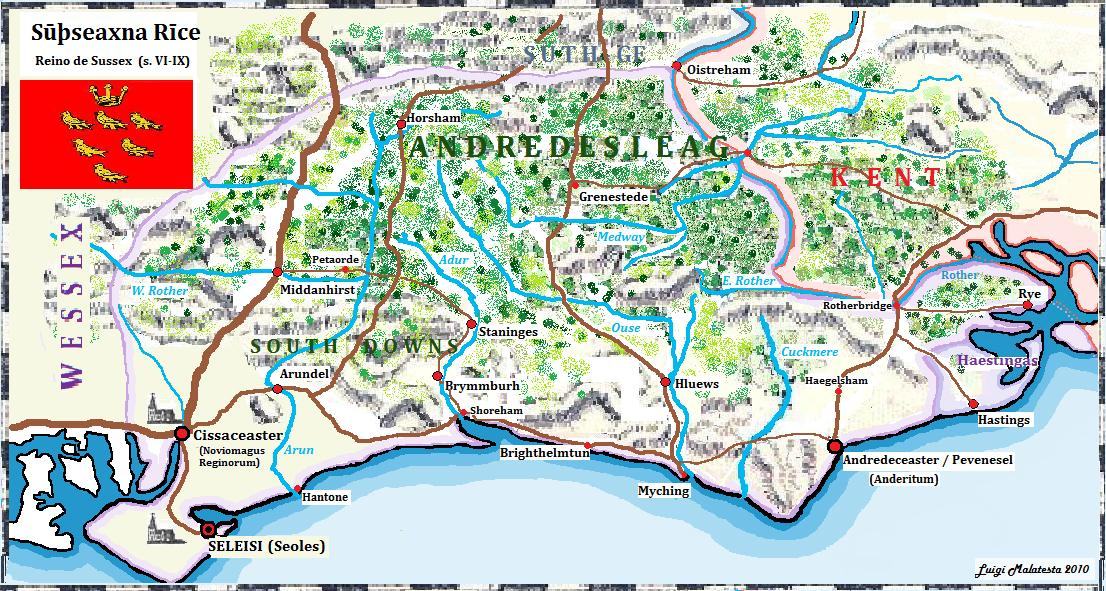
Sussex in angelsächsischer Zeit

Im Tribal Hidage wurde die Größe von Sussex mit 7.000 Hides angegeben. Es gehört damit zu den mittelgroßen Reichen seiner Zeit. Geographisch befand es sich im Süden des heutigen England und war den Königreichen von Wessex im Westen, Essex im Norden und Kent im Osten benachbart. Damit entsprach es weitgehend der heutigen, aus den beiden Countys West Sussex und East Sussex bestehenden Landschaft Sussex. Die Bezeichnung weist zum einen auf das Volk der Sachsen, das das Reich Ende des 5. Jahrhunderts begründete, zum anderen auf die südliche Lage im Verband der anderen sächsischen Reiche Wessex („West-Sachsen“) und Essex („Ost-Sachsen“). Gemeinsam mit diesen beiden Reichen, Kent, Mercia, East Anglia und Northumbria gehörte Sussex zu den sieben Reichen der angelsächsischen Heptarchie.

## Geschichte

### Eigenständigkeit
Wichtigste Quelle für die angelsächsische Frühzeit ist die Angelsächsische Chronik. Diese erwähnt Sussex erstmals für 477. In diesem Jahr soll Ælle als Anführer einer sächsischen Streitmacht an der englischen Südküste gelandet sein, also rund ein Vierteljahrhundert nach der ersten Landung von Hengest und Horsa im benachbarten Kent. Ælle soll bei seinen Kämpfen gegen die einheimischen Romano-Briten sehr erfolgreich gewesen sein, sodass er im Eintrag des Jahres 827 (829) des A-Manuskripts der Angelsächsischen Chronik, der wiederum auf Angaben in Bedas Historia ecclesiastica gentis Anglorum beruht, als erster Bretwalda bezeichnet wird. Von Sussex und seinen Königen gibt es für die folgende Zeit des 6. Jahrhunderts keine geschichtliche Überlieferung. Erst die Kämpfe gegen Ceolwulf von Wessex um 607 brachten Sussex in das Blickfeld der Chronisten.
Archäologische Funde weisen germanische Siedlungsspuren bei Brighton zwischen den Flüssen Ouse und Cuckmere bereits aus etwas früherer Zeit nach. Die germanischen Siedler oder zumindest ihre Kultur verbreitete sich jedoch sehr schnell in ganz Sussex. Siedlungsschwerpunkte waren die Küstenebene und die Flusstäler in den South Downs, während der im Nordosten gelegene bewaldete Weald weitgehend unbesiedelt blieb.

### Oberherrschaft Mercias
Aus dem späten 7. und 8. Jahrhundert sind einige Könige durch Chartas belegt, doch wurde keine
Königsgenealogie überliefert, sodass eine dynastische und verwandtschaftliche Verbindung der Könige zueinander nicht ermittelt werden konnte. Offensichtlich regierten zeitweilig mehrere Könige gleichzeitig, was auf eine Teilung des Königreiches hinweist. Im Osten von Sussex hatte sich in der Gegend um Hastings die Volksgruppe der Hæstingas herausgebildet, die möglicherweise einen eigenen Herrscher hatte. Der Fluss Adur bildete wahrscheinlich eine Grenze zwischen zwei Teilreichen.
Die Bekehrung der Bevölkerung zum Christentum geschah offenbar trotz der Nachbarschaft zu Canterbury recht spät erst gegen Ende des 7. Jahrhunderts, als die meisten anderen angelsächsischen Könige schon seit zwei Generationen Christen waren. Wulfhere von Mercia, der Taufpate von König Æthelwalh (661?/vor 674–um 682), eroberte die von Jüten besiedelte Isle of Wight und das Tal des Meon. Beide Regionen, die zuvor eine „Pufferzone“ zwischen Sussex und Wessex waren, unterstellte er Æthelwalh, der ihn wohl als Oberkönig anerkannte.

### Unter der Herrschaft von Wessex
Um 682 fiel Caedwalla, ein „Warlord“ aus Wessex, plündernd in Sussex ein und tötete Æthelwalh. Die Ealdormen Berthun und Andhun konnten ihn vertreiben und übernahmen die Herrschaft in Sussex. Im Jahr 686 griff Caedwalla, inzwischen König von Wessex, erneut Sussex an und setzte die Oberherrschaft von Wessex durch. König Nothhelm (688/692–717/724) war mit dem Haus Wessex verwandt und vermutlich von Ine von Wessex eingesetzt worden. Bevor Sussex 705 ein eigenes Bistum mit Sitz in Selsey wurde, unterstand die Kirche den Bischöfen von Wessex. Selbständigkeitbestrebungen in Sussex unterdrückte Ine im Jahr 722 gewaltsam.

### Ende des Königreichs Sussex
Im Jahr 731 gelangte Sussex unter die Vorherrschaft Æthelbalds von Mercia, konnte aber für die nächsten 40 Jahre eine gewisse Autonomie bewahren. 771 eroberte Offa von Mercien Sussex vollständig und gliederte es seinem Königreich ein. Mehrere Kleinkönige von Sussex führten in Chartas seither nur den Titel Dux oder Ealdorman. Zwischen 776 und 785 scheint sich Sussex der Kontrolle Offas entzogen zu haben, doch konnte sich Offa danach wieder durchsetzen. Sussex stand unter der direkten Herrschaft Mercias, bis es 825 nach dem Sieg Ecgberhts von Wessex über Mercia in der Schlacht von Ellandun in das Königreich Wessex integriert wurde.
Nachdem die Herrscher von Wessex schließlich im 10. Jahrhundert zu Königen über ganz England aufgestiegen waren, wurde Sussex zu einer Provinz des Reiches, aus der sich die heutigen Countys entwickelten.

## Könige von Sussex
Die Könige des 8. Jahrhunderts sind nahezu ausnahmslos nur durch Urkunden bekannt.
- 477–nach 491/514? Ælle
- nach 491/514?–? Cissa (unsicher)
- unbekannte Könige
- um 660–um 682 Æthelwalh
- 683?–685? Ecgwald[8]
- 682?–um 686 Berthun (Ealdorman)
- 682?–vor 686 Andhun (Ealdorman)
- um 686–688 Caedwalla (Wessex)
- 688/692–717/724 Nothhelm
- 688/692–nach 700 Watt
- vor 714–nach 714 Æthelstan
- um 733–nach 757 Æthelberht
- fl. 772 Oswald
- fl. 758/765–772 Osmund
- fl. 765–780 Ælfwald
- fl. 765–780 Oslac
- fl. 765–791 Ealdwulf